# Geir Ivarsøy
Geir Ivarsøy (Oslo, 27 giugno 1957 – Oslo, 9 marzo 2006) è stato un informatico norvegese; è stato tra i primi e più importanti sviluppatori del progetto Opera Software il cui prodotto più noto è l'omonimo browser Opera.

## Biografia
Insieme a Jon Stephenson von Tetzchner, nei primi anni Novanta Ivarsøy fece parte di un gruppo di ricerca presso una società norvegese di telefonia oggi nota come Telenor, e lavorò allo sviluppo di un software per la consultazione delle pagine internet denominato MultiTorg Opera. Il progetto fu successivamente abbandonato da Telenor, ma nel 1995 Ivarsøy e Tetzchner ottennero la possibilità di acquistare il codice di MultiTorg Opera e ne continuarono lo sviluppo fondando una società apposita denominata Opera Software con sede a Oslo.
Geir Ivarsøy è morto nel marzo 2006 per un cancro. Tutte le versioni di Opera a partire dalla 9 sono a lui dedicate. La dedica è visibile in fondo alla pagina delle informazioni sul software (accessibile digitando opera:about oppure dal pulsante "Opera" in alto a sinistra e poi "Info su Opera" in basso.